# Jakob van Artevelde
Jakob van Artevelde, död 24 juli 1345, var en flamländsk politiker och statsman.
Artevelde var handelsman i Gent, och tjänade stora pengar inom ylleindustrin. Hundraårskriget hade dragit in den franska staten i en bedrövlig ekonomi, och drabbade städer som Gent hårt. Samtidigt hade Frankrike i slag efter slag visat att dess feodalarmé var bedrövligt ineffektiv mot de engelska bondehärarna, och över hela Frankrike spred sig ett stort missnöje med adeln och kungamakten. Flandriska städer som Gent hade importerat mycket av sin ull från England, och ville fortsätta hålla goda förbindelser med landet. 1337 föreslog Artevelde som representant för Gent, Brygge, Ypern och andra flamländska städer neutralitet i förhållande till England. 1340 gick städerna över till den engelska sidan i kriget och svor trohet mot Edvard III av England. Under Arteveldes styre blommade staden, men 1345 uppkom ett rykte att han planerade att insätta Edvard III:s son Edvard, den svarte prinsen som hertig av Flandern, och han mördades av en uppretad folkmassa.
Hans son Filip van Artevelde ledde senare ett uppror mot Ludvig II av Flandern.